# Ungerns Grand Prix 2002
Ungerns Grand Prix 2002 var det trettonde av 17 lopp ingående i formel 1-VM 2002.

## Resultat
1. Rubens Barrichello, Ferrari, 10 poäng
2. Michael Schumacher, Ferrari, 6
3. Ralf Schumacher, Williams-BMW, 4
4. Kimi Räikkönen, McLaren-Mercedes, 3
5. David Coulthard, McLaren-Mercedes, 2
6. Giancarlo Fisichella, Jordan-Honda, 1
7. Felipe Massa, Sauber-Petronas
8. Jarno Trulli, Renault
9. Nick Heidfeld, Sauber-Petronas
10. Takuma Sato, Jordan-Honda
11. Juan Pablo Montoya, Williams-BMW
12. Olivier Panis, BAR-Honda
13. Pedro de la Rosa, Jaguar-Cosworth
14. Allan McNish, Toyota
15. Mika Salo, Toyota
16. Mark Webber, Minardi-Asiatech

### Förare som bröt loppet
- Anthony Davidson, Minardi-Asiatech (varv 58, snurrade av)
- Jenson Button, Renault (30, snurrade av)
- Eddie Irvine, Jaguar-Cosworth (23, motor)
- Jacques Villeneuve, BAR-Honda (20, transmission)

### Förare som ej kvalificerade sig
- Alex Yoong, Minardi-Asiatech